# ブラック・エンジェルズ
『ブラック・エンジェルズ』は、平松伸二による日本の漫画作品。1981年から1985年まで、『週刊少年ジャンプ』（集英社）にて連載された。

## 概要
主人公が被害者から報酬を一切受け取らず、法で裁けない悪人を抹殺するハードな物語が描かれる。コミックス売上の累計は800万部。
本作の執筆開始以前、平松は武論尊による原作のもとで描いた『ドーベルマン刑事』が500万部以上を記録していたが、編集者からは「作画だけでは漫画家として認めない」と言われていた。本作はそれに対し、平松の「いつかオリジナルでヒットを出して見返してやろう」との思いから描かれたオリジナル作品である。
連載終了から13年後の1998年には、平松がかつて『スーパージャンプ』に連載していた別作品『マーダーライセンス牙』（以降、『牙』）とのクロスオーバー作品『マーダーライセンス牙&ブラックエンジェルズ』の連載が同誌で開始され、2004年まで連載された。同作品では、『牙』の主人公・木葉優児と本作品の主人公・雪藤洋士の両方が主人公として描かれている。
2010年には、『別冊漫画ゴラク』（日本文芸社）にて本作品の主要人物の1人・松田鏡二を主人公としたスピンオフ作品『ザ・松田 ブラックエンジェルズ』（以降、『ザ・松田』）の連載が開始され、2012年まで続いた。その後、2013年から2014年まで『ザ・松田 超人最強伝説』が連載された。
2011年4月27日には、落合モトキや矢島舞美らの出演による実写のオリジナルDVDが発売された。詳細は#実写版を参照。
2017年には、「創刊50周年記念 少年ジャンプ展」開催記念企画の一環として『グランドジャンプPREMIUM』同年9月号に『ブラック・エンジェルズ 雪藤ですが...何か!?』が掲載された。『牙』との関連を含めて前述のスピンオフ作品群を踏襲したほか、久々に雪藤が主人公を務めた。
2020年より、『コミック乱』（リイド社）にて設定を江戸時代に置き換えたセルフパロディ作品『大江戸ブラック・エンジェルズ』が不定期で連載されている。

## 作品内容
ストーリーは全3部構成となっており、各部の合間には読み切りに近い単発のエピソードが挿入されている。
第1部は雪藤らブラックエンジェルの初期メンバーを中心とした単発のエピソードが続いた後、日本壊滅による革命を目指して暗殺組織を暗躍させる集団「竜牙会」との抗争が描かれる。
第2部は第1部から2年後、第1部の終盤に発生した大震災による壊滅を経て地方から隔離された関東から始まり、その支配勢力が全滅した後は外の世界に舞台を移す。新たな敵「ホワイトエンジェル」と謎のコイン「8枚の金貨」を巡る戦いを描き、そのコインがキーアイテムとなって第3部へつながっていく。
第3部は第2部から3年後、新政府による恐怖独裁政治が敷かれた日本にて、最強にして最凶の悪・勇気との最終決戦が描かれる。
前半こそ連載当時における現代版『必殺シリーズ』と呼べるものだったが、大震災以降は世界観が一変し、内容も『バイオレンスジャック』や『北斗の拳』のように、秩序が崩壊して暴力が支配する世界が舞台となり、主人公側も敵側も超人的能力の持ち主になっていく。第3部ではさらに世界観が一変し、全てが管理されて自由の無いディストピアを舞台とした話が展開する。
竜牙会やホワイトエンジェルとの対決ではエンターテイメント性が重視されていたが、連載開始当初と竜牙会編の合間(作者が構想を練る間の繋ぎ)に挿入されていた、一般人の「外道」を死をもって裁くエピソードには性犯罪、家庭内暴力、少年犯罪、消費者金融、暴力団などを扱った陰惨な話が多い。主人公たちが動く頃には手遅れになっていることが大半で、被害者を救うエピソードは少ないうえ、主人公たちに倒される外道のあくどさを際立てるかのように、善良な一般人や罪の無い子供が無残に殺されるシーンも多い。描写には漫画的な誇張が見られるが、一般社会の「法で裁けない悪」への怒りを題材としていた。
ブラックエンジェルは決して弱者を見捨てず、暗殺対象は法で裁けない外道のみと限られており、神父が定めた「死の掟」を厳守するという勧善懲悪の内容は全編を通して守られていた。また、勇気を含め、フィクションにおける後天的な悪には通常見られる「何かをきっかけに、もしくは今際の際に善の心を取り戻す」描写が最後まで無かったことも、本作品の大きな特徴である。

## 登場人物

### ブラックエンジェルのメンバー

#### 第1部：初期 - 関東壊滅
雪藤 洋士（ゆきとう ようじ）
本作の主人公。モデルは「高校時代の先輩」(単行本 第2巻の作者コメントより)。
自転車のスポークがメインの武器で、悪人の頭頂部、首筋に刺すことで絶命させる。
「秘灸暗剣殺」「円空暗剣殺」と名付けた必殺技を使うことがある。
連載当初は、普段は眼鏡を掛けた気の弱い青年が、外道の前では一変、冷徹な闇の暗殺者に変わるという、表と裏2つの顔で表現されていた。ただし、戦いが激しくなるにつれて裏の顔でも外道に怒りを燃やしたり、仲間の死に慟哭するなど、感情を顕にすることも多くなっていった。職歴は多彩で、ラーメン屋や銭湯などの住み込み店員や、レストランや喫茶店のウエイター、学校の用務員、靴磨きなどをして食いつないでいる。
両親を交通事故で失っており、姉と共におじ夫婦の家で暮らしていたが、強盗におじ夫婦を殺され、罪をなすり付けられ逮捕された姉も警察の過酷な取り調べに耐えかねて自殺した、という過去を持つ。後にこの事件の真犯人を自らの手で裁いたことで、ブラックエンジェルとなる。胸の十字の傷は、強盗に襲われて姉と共に逃げる際、姉の付けていた十字架に落雷し、それが胸に落ちて火傷したことにより付いたもの。
武器はスポークの他にも、靴(コンバース オールスター)に仕込んだ剣、ワイヤー、自転車のサドルに仕込んだ吹き矢、自転車の車輪に仕込んだ刃(車輪ごと投げつける)、自転車のハンドルに仕込んだワイヤーなどがある。なお、自転車には隠し武器以外にもかなりの改造が加えられている模様。関東壊滅後、一時期だけ銃を所持していた。
身体能力は高く、自転車で90km/h以上出すこともできる。さらにその状態から急停止し、高速でバックするという曲芸も見せたことがある。バイクの運転も得意。跳躍力や反射神経は超人レベルである。
また「心を無にする」ことで、刀の上に立つ(相手は重さを感じない。後に空中浮遊能力：レビテーションと判明)、催眠術にかからない、摂氏100度の熱泉を浴びても火傷をしない、心を読まれないなど、ある種の超能力を持っている(ただし作品中盤から後半になって突然身につけたものであり、序盤にはそのような描写は一切ない)。「心を無にする」力は、殺しを行う悲しみから逃避するために無意識に身につけたものとされている。
勇気との最終決戦にて、ブラックエンジェルたちの十字架を全て引き受け、唯一にして本物の「黒い天使」と化し、人ではない存在となる。勇気を亜空間まで追い詰めて抹殺し、戦いに終止符を打った後に塵となって消えていった。その場にはスポークだけが残され、最終的な生死は明言されなかったが、後発作にて生存が判明し、以降もブラックエンジェルとして外道を地獄に落とし続けることとなる。
決め台詞「地獄へ落ちろ!!」はブラックエンジェルを象徴する名台詞となっている(この決め台詞は、雪藤以外にも松田・水鵬・牙が使用している)。
『マーダーライセンス牙&ブラックエンジェルズ』でも主人公の一人を務める。本作の後、しばらくは自転車で世界を旅しつつ外道と戦っていたが、風俗嬢のナミにパンを貰ったのをきっかけに彼女の元へ身を寄せて以降、ヒモ同然の生活を送りながらもブラックエンジェルとして外道を狩り続けている。それまでと異なり、必ずしも悪党を殺すとは限らず、二度と悪事を行えないような重傷を負わせる程度に留めたり警察に突き出す場合も見受けられるようになった。目立った超能力は使えなくなっているが、『マーダーライセンス牙』の主人公・木葉優児とは数々の戦いで共闘し、雪藤の「無」と木場の「空」を合体させた最強の連携攻撃「絶対空」を編み出す。また、スポークが使えない際の対処法として、鍛錬した手の指で相手を刺し貫く技・指剣を習得している。
『外道坊＆マーダーライセンス牙』やスピンオフ作品『ザ・松田』では再び自転車で各地を回っている。『ザ・松田』では回ごとに出前持ちやレンタルビデオ店などでアルバイトをしているが、ブラックエンジェルとしての活動はしている。設定に多少前後する点が見られ、雪藤は松田から煙たがられており、知り合った当初のような関係になっている。同作では直接戦うよりも松田のサポート役に回る場合が多いが、平気で人命を奪うような外道に対してはこれまで同様に暗殺者に徹している。
読み切り作品『ブラック・エンジェルズ 雪藤ですが...何か!?』では久しぶりに主人公を務めている。
松田 鏡二（まつだ きょうじ）
初登場時は刑事(その話中で懲戒免職)、その後は主に飯場の作業員や港湾労働などの肉体労働で生計を立てている。
初めは元刑事のプライドから、雪藤の行為を私的制裁として「人殺し野郎」と詰り反発していたが、轢き逃げを金の力で揉み消そうとした財閥の御曹司の外道ぶりに「法で裁けない悪」の存在を実感し、怒りを爆発させてこれを殺害。ブラックエンジェルとなる。後の竜牙会との戦いであばら骨を断たれるほどの強烈な手刀を受けた際に胸に十字の傷が刻まれる。
空手を取り入れた自己流の喧嘩殺法で戦う(ちなみに刑事時代に同僚から「お前の空手は凶器だ」とまで言われたことがある)。手錠を素手で引き千切り、ゾウに踏まれても押し返し、無反動砲の砲弾を素手で受け止めるという恐るべき腕力を誇り、その手刀は頭蓋骨を割り、貫手は人体を貫くほどの威力がある。加えて超人的なタフネスの持ち主であり、筋肉は数十発の銃弾が命中しても貫通できず運動能力もほとんど衰えない。巨大ブーメラン(元々は不動王の武器)や愛車のバイク（HONDA CBX）、アメフト風のプロテクターなども駆使して竜牙会の名立たる殺し屋を倒していく。
最期は竜牙会との戦いの中、背後よりマシンガンで頭部を撃ち抜かれる。雪藤が発見した頃には、恋人に贈るために手折った花を握り、立ったまま絶命していた。後に霊体として牙に乗り移り、彼に超常的な力を与えるも、最後は「俺はそろそろ眠らせてもらう。麗羅や水鵬が待ってるんでな」という言葉を残して消えていった。
雪藤以外のメンバー中でただ一人『マーダーライセンス牙&ブラックエンジェルズ』にも登場。頭を撃ち抜かれたり霊体化していたにも拘らず生存が判明し、再び雪藤の前に姿を現す。それまでは世界を回りつつ用心棒や地下闘技場で生計を立てていた。前述の頭を撃ち抜かれた場面は雪藤の回想で登場しており、死んだものと思っていた雪藤に当然そのことを訊ねられたが、「いンだよ 細けえことは」の一言で有耶無耶にしてしまった。ただし額に銃創が残っていることから、頭を撃たれたこと自体は事実として存在する模様。以降は主人公の一人のような位置付けとなり、松田が中心となるエピソードが多数登場し、終盤で国会議事堂に突撃するジャンボジェット機を素手で止めるという以前に輪をかけた超人技を披露したり、最終決戦で敵にトドメを刺す役も務めている。またこの時、松田の身長が192cm、体重は112kgであることが判明している。
なお、松田のセリフがネット流行語大賞2009で4位にノミネートされた「こまけぇことはいいんだよ!」の元ネタであると指摘する説がある。
『牙＆ブラック』の後日談でもあるスピンオフ作品『ザ・松田 ブラックエンジェルズ』では主人公となり、タイトル通り「ザ・松田」を名乗るようになる。『牙＆ブラック』同様、額に銃痕傷が残っており、死因となった細かい弾丸を嫌うセルフパロディ的な描写が見られる。雪藤と同じく、回ごとにAV男優やキャバクラの用心棒など異なる仕事をしているが、それが原因となって事件に巻き込まれる。ショットガンの弾を手で払いのける、曲がった東京タワーを直す、蹴りの風圧で放射線濃度を下げるなど、人間離れしたアクションに拍車がかかっている。『牙＆ブラック』で生還した時の「いンだよ 細けえことは」の台詞は口癖となっており、事あるごとに口にしている。劇中でのキメ台詞は「この外道が!!」「この外道○○め!!」など、何かと「外道(もしくは「ド外道」)」がつくものになっている。行動の破天荒さとは裏腹に作中では悪漢を殺害することが減って、被害者の前で痛めつけるだけと描写が軟化している。三国の代理戦争で麗羅と水鵬に勝利した後は富士の樹海へと消えて行くが、単行本最終巻で描き下ろされたラストシーンではその戦いの傷が原因で再び死亡したかのような演出で完結している。しかし、直接の続編『ザ・松田 超人最強伝説』では「とても人間の物とは思えない生命力」で二度目の復活を果たし、生身での大気圏再突入を果たすなどさらにパワーアップし、外道たちと戦い続けている。
好物は「米屋(よねや)の水羊羹」。苦手なものはヘビ。
作者が葛飾区に在住していることから、2018年11月20日には同区の生活情報ガイドブック『わたしの便利帳』(2018-2021年度版 保存版)の表紙を松田が飾っている。
麗羅（れいら）
元竜牙会の殺し屋。ナイフ使いの達人で「黒水仙」の異名を持っていた。決め台詞は「恨みはらします」。初登場時はヌードや生脚を披露するなどのお色気シーンがあった。殺し技は悪人の額、首筋、急所にナイフを投げて絶命させる。
幼い頃に両親に捨てられ、入った孤児院が竜牙会の末端組織だったため、殺し屋として生きることとなる。自分を捨てた母親を目の前で殺されたために竜牙会を裏切り、その逃亡中に雪藤と松田に助けられる。当初は別行動を取るつもりだったが、地上げの邪魔になるということで放火された孤児院から子供たちを助けようとした松田に心を動かされ、仲間に加わる。後に松田と恋人同士となるが、同じ竜牙会のメンバーであった水鵬にも特別な感情を持ち続けた。
普段はクラブで歌手活動などをして生活している様子が描かれ、逃亡中も通名の麗羅のまま活動している。美貌と歌声の良さも相まって評判は悪くなく、芸能事務所にスカウトされたこともある(ただし、とんでもない犯罪芸能事務所だった)。
竜牙会を抜けてからはブラックエンジェルに加わるまで自主的に悪党を始末する殺し屋をやっていた。報酬単位は「死(4)」、つまり400円(しひゃく)や40000円(しまんえん)など、頭に4の付く金額であれば多寡を問わず引き受ける。
竜牙会との戦いの中、松田の子を身篭るが、松田の帰りを待つ途中、卑弥子の毒蛾により殺される。
2人の標的に対して同時に2本のナイフを投げ、頸部を難無く貫通させるほどの技量の持ち主だが、後半に登場するより強力な竜牙会の殺し屋に対してはほとんど通じなかった。
『ザ・松田』では終盤に生存が判明(本人曰く「蘇った」)。三国の領土問題の代理戦争にてC国(連載初期は伏せずに中国と明記されている)代表として松田と戦う事になる。松田、水鵬への態度も極めてドライになっており、ナイフ投げの技も超人化した松田すら一度は追い詰めるほどに卓越していた。松田の子供は一度死亡した際に失ったらしく、松田と恋人だった事もブラックエンジェルだった事も「蘇ったと同時に吹っ切った事」と言い放つ。しかしその際に大粒の涙を流しており、松田にも吹っ切れていない事を指摘され、最後は静かに場外へと殴り飛ばされた。
水鵬（すいほう）
元竜牙会の殺し屋。竜牙会を裏切った麗羅を抹殺する命を受けていたが、麗羅を想う気持ちを捨てきれずに逆に竜牙会を裏切る。
斬血鬼との戦いで左腕を切断されるが、後にマシンガン付きの特殊合金製義手を装着して再登場する。さらにこの義手は時限爆弾も内蔵しており、身体から離断後20秒で爆発する仕組みになっている。義手の入手経路は不明。
普段は単独行動を好むが、いざと言う時に現れ、かつ敵に追い詰められると常に自分の身を盾にして麗羅や雪藤たちを守る。麗羅が松田と付き合うようになってからは自ら身を引き、妹に対するような接し方をするようになった。
初登場時は若々しい顔つきだったが、途中からあごに無精髭を生やし頬がこけた老け顔になる。
暗殺組織での地獄の特訓により、長時間水中に潜伏しても平気で、暗闇の中でも目が利くように仕込まれた。水を使って標的を窒息死させるのが、主な暗殺の手口。自身の血液も操れるが、使用したのは一度きり。かつて麗羅にナイフ投げを教わっており、ナイフやガラス片を武器として用いることもある。
最大の必殺技は水を操り、渦巻きを発生させてその水流を刃と化す「水流死道波」。左腕を失うまで専らこれと水を操る能力とで殺しをしていた。他の技に、自分の体の水分と周囲の水を使って霧を発生させる「水流霧幻塵」もある。
「水流夢幻塵」を使った後、単独でブラック・サタン(自衛隊が開発した特殊ヘリコプター)に乗り込み墜落させるが、その際に水鵬も死亡。その死に様には、水鵬の首を持って現れた松田に涙を流させたほど。第二部では霊体化して飛鳥に憑依し、水を操る力を与えた。
首しか残らなかったり、霊体化していたにも関わらず『ザ・松田』にて生存(復活)が判明する。しかし身体は蘇っても左腕は戻らなかった。終盤、K国代表として代理戦争に参加。水を操る能力は、自分の意思で大雨を降らせるほどにまで高まっており、松田をも一度は追い詰めたものの、最終的には麗羅と共に敗北する。麗羅と違って過去は捨てられず、麗羅と松田が戦う事にも納得が行かなかった模様で、また自分自身も麗羅と戦う気は無かった。
ジュディ
傭兵のアメリカ人・ジャクソンと日本人・美恵子の間に生まれたハーフの少女。当初は高校生だった。戦闘時は迷彩服に着替える(作品終盤ではレオタード風の衣装に変わる)。
父の戦死後、その罪を償うべく修道尼となった母と共に日本に引っ越していたが、その母が街の人々をヤクザから守ろうとして殺された事から、独自にヤクザたちを暗殺していた所を雪藤と出会う。母の仇を討った後は街を出ようとした所を何度か雪藤と事件に巻き込まれ、当初は雪藤と折り合いが悪かったが徐々に接近していき、やがて彼に付いていくようになる。道中、ある外道を殺そうとした際、突如落ちた雷によって胸に十字の傷が刻まれ、本人の意志とは関係なくブラックエンジェルとなる。
鎗付きムチを主な武器とするが、傭兵の娘らしく銃や手榴弾の扱いにも長ける。しかし作中では戦闘で活躍する事は少なく、人質に取られる事が多かった。
竜牙会との戦いが本格的に始まる頃に誘拐され、切人(偽)から受けた性的虐待のトラウマなどの原因で、救出された後も相思相愛の雪藤としっくりいかないまま関東壊滅が起きて彼と引き離される。関東壊滅後は破滅地帯で外道と戦っていた所を雪藤と再会する。しかし第2部終盤、雪藤が行方不明になった事で再び彼と生き別れ、雪藤のことを思いつつも彼を探す間に行動を共にしてくれた牙と関係を持つ。
初期メンバーの中で唯一最終話まで生き残った。戦いの後、スポークを残して雪藤が消えた際にも一人生存を信じていた。
鷹沢（たかざわ）
ブラックエンジェルの支柱である人物。元は竜牙会の発足メンバーの一人だったが、考えの違いから途中で会を脱退、竜牙会の計画を止めるべくブラック・エンジェルズを結成した。清廉で高潔な性格。
殺し技はロザリオで悪人の首を絞めて窒息死させる。決め台詞は「汝に神の裁きを!!」。
竜牙会との戦いの途中、不用意に窓から外を眺めて射殺されてしまう。しかし、射殺されたのは影武者であり、生き延びていたことが第1部終盤で明らかになった。ブラック・エンジェルズを結成したのは彼の性格の一面であり、もう一面では別の思惑で行動していた。
『ザ・松田』では何故か復活(世界観の違いとも説明される)し、本作での一連の所業などまるで無かったかのように三国の代理戦争の主審を務める。
美杉亜里沙（みすぎ ありさ）
鷹沢に仕える修道女。雪藤の高校の教師も勤める。美人であり、雪藤にとっては姉の様な、羽死夢にとっては憧れの存在。雪藤に殺人者の道を歩ませることを望んではいなかった。
殺し技は催眠術で悪人を自殺、または自殺に見せ掛けて抹殺する。決め台詞は「罪深き悪魔の使徒よ、地獄の淵へ帰れ!!」。催眠の威力は一般人に対しては十分な効果が得られるが、舌を噛み切れば破れる程度のものであり、竜牙会の殺し屋には通用しない。身体能力は一般的な女性よりわずかに上程度であり、武術の嗜みもない。
龍牙会との戦いの最中、単独で鷹沢の墓を参っていたところでシュラと遭遇。催眠合戦になるが、シュラの強力催眠によって逆に操られ、身体に傷文字を書かれて辱められた上に、心配してそばで眠りながらつきそっていた羽死夢を殺害してしまう。戦いの最中に正気に返るものの、自責の念から自ら雪藤の攻撃を受け死を選ぶ。
作品中では入院した際に「佐野亜里沙」と偽名を名乗っていたこともある。
エルスを除く初期メンバーでは唯一、生存も復活もしていない。
羽死夢（はしむ）
鷹沢に仕える小太りの青年。亜里沙に憧れている。その一方で女子高生にモテたくて野球の練習をしたりもする。一人称は「ワシ」で拠点を東京に移してからは新聞配達で生計を立てていた。残酷描写の多い本作におけるコミックリリーフを担うキャラクター。
殺し技は悪人の急所を握り潰す。その為、劇中の殺害対象者はすべて男性である。決め台詞は「聞け、地獄の響きを!」。
非常に身が軽く、体を丸めて回転しての体当たり攻撃を行うこともあり、尾行や密偵なども担当している。ただしブラックエンジェルの中ではやや動きが劣り、作中では体当たり攻撃の際に相手に傷を負わされることも多かった。
亜里沙を襲ったシュラたちに立ち向かうも逆に視神経を潰されて盲目になってしまい、さらに催眠術にかかっていた亜里沙に寝込みを襲われ殺される。
『ザ・松田』では復活し、鷹沢と共に現れる。復活した自覚は乏しいのか、雪藤との再会時には「お互い生きてたんだな」と喜んでいる。
エルス
ドーベルマン。性別は特定するシーンがないため不明。殺し技は牙で悪人を噛み殺す。
親犬「エル」と共に老飼い主と旅をしていたが、ある事件に巻き込まれ、エルは狂犬となり、飼い主は殺された。エルは成り行きで雪藤が殺さざるを得なくなり、残されたエルスはブラックエンジェルに引き取られ(羽死夢が餌やりしているコマがある)行動を共にする。
竜牙会との抗争中、ソドムに頭部を握り潰され死亡した。

#### 第2部：関東壊滅後
牙 亮（きば りょう）
元刑事。警察学校時代の松田の同期で、空手の腕は松田と1、2を争ったほど。眉間に傷があり、この傷は刑事時代からの宿敵である女テロリスト「妖姫」により「負け犬の証」として付けられたもの。
平松の過去作『ドーベルマン刑事』の主人公である加納錠治に酷似しており、加納同様に空手とスーパーブラックホーク(こちらは二丁拳銃)を武器とする。
松田の霊が乗り移ってから通常の100倍の力を得てホワイトエンジェルに立ち向かうが、それ以前も以後も、相手の鉄の装甲を手刀でブチ抜いたり、コンクリートの天井を直角跳びで突き破るなど、人間離れしている。
本人曰く「天涯孤独」であり、二枚目半的な松田に比べて言動・性格ともにクールでストイックな印象の人物。
勇気による管理社会が確立されてからはジュディと共に行動する中で、雪藤・ジュディとの微妙な三角関係に悩む一面も垣間見られた。
最終話まで生き残る。
飛鳥（あすか）
元刑事。牙と松田の同僚。白いソフト帽に白いスーツと気障な印象を受けるが、喜怒哀楽を隠せない友情に篤い熱血漢。
マジックを利用した攻撃を行い、トランプを主な武器とするが、帽子を飛ばして鍔に仕込んだ刃で切り裂く技やネクタイを剣の様に使用する技もある。水鵬の魂が乗り移ってからは水も操れるようになった。
当初は雪藤に対して悪感情しか持っておらず、口を開けば悪態をつきまくり、家族を皆殺しにされ胸に十字架が刻まれてもなおブラック・エンジェルズとしての宿命を拒み続けていた。
だが覚悟を決めた後はかつての水鵬同様、自分の命を削りながら仲間を助けていく。
最後は白い天使・次元との戦いにて自分の力と命のすべてを使って窮地の雪藤を救い、ホワイトエンジェルに対する自分の復讐を雪藤に託して散っていった。

#### 第3部：最終決戦
紅林 雄（くればやし ゆう）
飛鳥に瓜二つの青年で、反政府ゲリラのリーダー。外見だけでなく声も似ており、偶然なのか家族構成まで一緒である。
ボクシングの名手で、その腕はチャンピオン級。霊士との対決でブラックエンジェルの力が覚醒してからは、炎のパンチ(空気との摩擦で発火)が打てるようになった。また、飛鳥の霊も乗り移りさらにパワーアップ。霊士を追い詰めるほどの力を持つようになる。
水鵬→飛鳥の血統を受け継いだ故に、最終決戦時には自らの身を挺して霊士を倒すきっかけを作った。
霊士を倒す際に重傷を負ったものの、生き残る。
紅林 嵐（くればやし らん）
雄の妹で、兄と共に反政府ゲリラに参加している。
ランドクルーザーを運転したり戦闘にダイナマイトを使用するなど、兄である雄も手を焼く男勝りな性格。
幽姫たちとの闘いの最中に雪藤を助けようとした際に十字架の形の傷が付き、ブラックエンジェルの定めを背負うことになるが、その力を発揮する前にすべてのブラックエンジェルの運命を雪藤が背負ったため、どれほどの力を持っていたのかは不明のままとなる。
最終話まで生き残る。

### 竜牙会

#### 発足メンバー
大友健三郎（おおとも けんざぶろう）
社会評論家。評論家としてはかなりファンキーな演説を行っていた。鷹沢の手で殺される。
沖田（おきた）
高名な地質学者で、M計画の具体的プラン(核兵器により人工地震を起こす)の提案者。M計画実行を躊躇う他のメンバーに苛立ち、水原ら新世代メンバーに肩入れする。
新世代メンバーの助力でM計画を実最終局面まで段取りするが、実際に実行を目前にして罪の意識に震え、かつ関東を大地震が襲うと予測し、M計画と大地震が重なった場合に予想を越えた大規模災害になることを危惧。結果として水原に撃たれる。水鵬に核爆弾の場所を教え絶命。
関東を大地震が襲うことは、鷹沢も超能力(霊能力)で予期しており、それが鷹沢の真の思惑と関係していた。
小野沢英男（おのざわ ひでお）
日本興業勤務。具体的な役職は不明。竜牙会の世代交代により、交通事故に見せかけて暗殺される。
金森 要造（かなもり ようぞう）
金森財閥当主。竜牙会の世代交代により毒殺される。
浅沼 喜一（あさぬま きいち）
与党幹事長。竜牙会の世代交代により爆殺される。
水原（みずはら）
自衛隊陸幕長。竜牙会の世代交代により息子の手で射殺される。
榊原（さかきばら）
大蔵官僚。竜牙会の世代交代によりスナイパーに射殺される。

#### 世代交代後のメンバー
切人（きりひと）
竜牙会のニューリーダー。水原ら世代交代後メンバーのリーダー格。水原らと同様に発足メンバーの子と考えられたが、その正体は竜牙会発足メンバーにして、ブラック・エンジェルズのリーダーでもある鷹沢だった（つまり発足メンバーの子ではない）。
M計画に反対して竜牙会を抜け射殺されたかに見えたが、実際に射殺され雪藤たちに埋葬されたのは影武者であった。他の竜牙会メンバーとは別の思惑でM計画を推進するが、その一方で自らの行為に恐怖。計画を阻止する存在としてブラック・エンジェルズを組織した、一種の2重人格者であった。
人の心を読むことができる霊能力(超能力)「サトリ」。卑弥子の父親でもある。卑弥子が倒されると同時に雪藤の前に現れ、自身の正体と目的を告げる。しかし雪藤が襲いかかると同時に雷に打たれ、新たな戦いを予言して死亡した。
水原 英行（みずはら ひでゆき）
水原陸幕長の息子で自衛隊の将校。竜牙会の目的遂行の為に父親を手に掛ける冷徹な性格である。M計画が最終段階に入った際、自動車で移動中に雪藤に襲撃される。追い詰められても自分の理想を訴えるが雪藤に容赦なく、スポークで顔面を十字に切り刻まれ死亡した。
玲子（れいこ）
英行と行動を共にしていた女性。品のない人間は殺し屋であっても嫌い、「地獄の三匹」にも憎まれ口を利いた。英行が殺された際、雪藤に一度は見逃される。その際はスポークを眉間に突き立て「邪心を再び持った時はら命を絶つ」と忠告するが、雪籐を背後から撃とうとした為に宣言通り、秘灸暗剣殺で眉間をスポークで貫かれて死亡した。
その他
氏名不詳の男性が二人 存在した。一人は小太りな体型の男。もう一人は眼鏡を掛けた長身の男である。水原と玲子に比べ、登場する場面が少ない。松田の死後、彼のオートバイを駆る雪藤に襲撃されて死亡した。

#### 幹部
卑弥子（ひみこ）
切人の娘。切人同様に人の心と未来を読むことができる霊能力(超能力)「サトリ」で、加えて毒蛾の群れと短剣を操る高い戦闘能力を有している。
私兵部隊「悪魔憎涅巣」を率いる。悪魔憎涅巣のメンバーの死には激怒し復讐を誓うなど、部下思いの一面がある。
麗羅を毒蛾の群れで殺害するもジュディには逃げられ(当時、雪藤以外に生き延びた者は卑弥子の攻撃から逃げ延びたジュディだけだった)、最期は直接対決で雪藤を死の寸前まで追い詰めるものの、十字架の奇跡によって形勢逆転した雪藤のスポークを眉間に受けて死亡した。
切人（偽）
切人の影武者。日本刀を自在に操る。影武者とはいえ、雪藤や水鵬を畏怖させるほどの実力とカリスマ性の持ち主。ジュディに固執しており、しばらく悪夢に悩まされるほどに無理やり純潔を奪った後、「この女も用済みよな」と冷酷に切り捨てようとする一面も見せた。彼にはさらに数名の影武者がおり、こちらは「顔は同じでも腕は落ちる」(雪藤の評)。
佐々木（ささき）
校内暴力に揺れる学校の中で不良学生を利用し、竜牙会での出世を企んだ男。トンファーを使う。
薄いサングラスの男
末端幹部。密かに建造した4階建ての「地獄のビル」に、ジュディを人質にしてブラックエンジェルを誘い込み、彼らの全滅と引き換えに本部直属クラスへの昇進を計った。
ビルの2階は総鏡張りで後方から槍が飛び出し、3階は光を閉ざした空間に、様々な武器を持たせた機械仕掛けの仏像を無数に配置してあり、4階は多種多様の鋭利な刃を仕込んだ振り子が舞う部屋で、ジュディが壁に磔にされていた。2階に酔鬼、3階に斬血鬼がそれぞれ控えていたが、そのビルの仕掛けがブラックエンジェルに勝機を与えるきっかけになったと妖鬼に非難される。
妖鬼が雪藤と決着をつけるべく同じ部屋に入った所で振り子で2人を殺そうとしたが、卑怯な手口を嫌う妖鬼に悟られ、心臓を食いちぎられた。

#### 暗殺組織の殺し屋
魔木（まき）
劇中において最初に登場した竜牙会の殺し屋。ワイヤーを使う。
表向きは大友健三郎の運転手。雪藤の吹き矢での狙撃を素手で掴み止めるなど、その能力は極めて高く、羽死夢をして「数段上の殺し屋」と言わしめた。
雪藤と二度戦うことになるが、一度目は途中で逃亡、その際片目を失い雪藤打倒に執念を燃やす。再登場時には張り巡らせた切断糸の結界に標的を封じ込める「死斬・魔糸地獄」を用いて雪藤を苦しめるが、わずかな隙を突かれ殺害された。彼のワイヤーによる絞殺術は、後に雪藤に継承される。
不動王（ふどうおう）
裏切り者の麗羅を殺すべく現れブラックエンジェルの前に立ちはだかった最初の殺し屋。ソドムの実の弟。
麗羅のナイフをはね返し、松田の手刀を途中で食い止めるほど筋肉の持ち主で、巨大ブーメランを武器としていたが、松田にブーメランを奪われとどめを刺される。この武器はそのまま松田に継承された。
邪鬼（じゃき）
不動王とコンビを組んで雪藤らを襲った殺し屋。両手に装備した鉄の爪が武器。松田の空手を「スローモーション」と言い切るほどの身のこなしで、最初は雪藤たちを圧倒するが、麗羅と雪藤の連携攻撃の前に破れる。
蛇皇院（じゃこういん）
笛を使って無数の毒蛇を操り、自分自身の体も蛇のように柔軟に動かすことができる。蛇郎丸という、巨大なニシキヘビを常に自身の体に巻きつかせている。
仲間の水鵬ですら辟易する快楽殺人者。その異常性は水鵬の裏切りでブラックエンジェルを取り逃がした際、腹いせに蛇を使って近くの漁村を全滅させたほど。ブラックエンジェルをおびき出すため、殺し屋の中で最も多くの一般市民を殺した。最後には蛇嫌いの松田に倒される。
不動王、邪鬼とは仲が良かったようで、魔木らとブラックエンジェル抹殺の任務を受ける際、仇討ちの感情も持っていた。
酔鬼（すいき）
「酔えば酔うほど動きが素早くなる」という酔拳の使い手で、ウィスキーを飲用(実際の酔拳はその動きが酔ったように見えるだけで、本当に酔うわけではない)。その手刀と蹴りの威力は相当なもので、終始松田を圧倒した。
必殺技「酔拳十文字殺」によって松田の胸に十字の傷をつけて、そこを集中攻撃したがパワーで勝る松田の一撃に胴体を貫かれて敗れる。
斬血鬼（ざんけつき）
この世に切れぬものはないと言われる「斬血刀」の使い手で、水鵬の左腕を切り落とした。初登場時から彼の顔は終始暗闇越し(暗視ゴーグルつき)にしか描かれておらず、単行本掲載の扉絵で初めて素顔が紹介された。
妖鬼（ようき）
本部直属の幹部でもある上位の殺し屋。酔鬼、斬血鬼らのリーダー格。相手の体のツボを突いて動きを封じる「妖拳筋呪縛」の使い手で、鋭利な仕込み歯で相手の心臓を食いちぎる。殺し甲斐のある敵を倒すことに快感を覚える快楽殺人者だが、卑怯な手口を嫌い1対1でのフェアな戦いを信条としている。
陽炎（かげろう）
炎を自在に操る殺し屋。手に油と麻薬を塗り込んでおり、手に移した火で相手を幻惑させて攻撃する。
猿楽師（さるがくし）
猿の群れを操る殺し屋で、かつては竜牙会随一の殺し屋と呼ばれていた。すでに引退していたが、ブラックエンジェル抹殺のため組織の命令で呼び戻される。
老いてなお雪藤を絶命寸前にまで追い込むほどの実力者だが、雪崩に巻き込まれて命を落とした。鷹沢とは旧友。
フェンシングの元全日本チャンピオン
暗殺組織で養成された殺し屋ではなく、元はスポーツマンだったがポイントを争うだけの競技に飽き、本物の血を求めるようになって竜牙会に雇われた殺人鬼。切人（偽）が認めるほどの腕を持つ。
卍（まんじ）
切人(偽)の側近。不動王を上回る巨体と怪力の持ち主。雪藤のスポークも麗羅のナイフも松田の鉄拳も寄せ付けず、松田の巨大ブーメランをも素手で受け止めた。
影（かげ）
水原陸幕長の密偵。息子たちの竜牙会内クーデターを陸幕長に報告する際に射殺される。
スナイパー
暗殺組織には属しておらず水原配下の殺し屋。常に水原と行動を共にしているため登場シーンは多く、しかも鷹沢・榊原を射殺するという大きな働きをしている。
M16アサルトライフルを所持しており、麗羅のナイフと松田の巨大ブーメランを同時に弾き飛ばす射撃の腕を持っている。松田の死で怒りが頂点に達した雪藤にバイクで轢殺された。
眼帯の男
英行たちを「地獄の三匹」の元へ案内した、長髪の男。彼ら3人に指示を出していた。初登場は魔木に(暗闇越しに)再度指令を与えた時だった。
ガイ
「地獄の三匹」の中の一匹。骸骨のようなコスチュームと容貌で、指に付けた指の骨を模した凶器と素早い動きで相手を翻弄する。
口から吐く毒液は目の神経を破壊するほど強力で、羽死夢を失明させ再起不能に追い込んだが、鷹沢の遺体を盾にした水鵬のマシンガンによる不意打ちを受けたところで雪藤に倒される。
ソドム
「地獄の三匹」の一匹。本名は後藤和彦。3歳の時に両親を交通事故で失い、竜牙会の末端組織の孤児院に入れられる。全身の傷は暗殺組織の特訓と今まで殺した108人との死闘によるもの。
竜牙会の殺し屋の中でも圧倒的な肉体的パワーを誇り、シュラの強力催眠で松田の突きすらまったく寄せ付けない(弟の不動王との対戦時は手首まで食い込んだ)鋼鉄の肉体と、ビルを倒すほどの超破壊力を手に入れるが、催眠術では人体の限界を超えられなかったためにパワーが落ちてしまい、最後は松田に倒される。
シュラ
「地獄の三匹」のリーダー的存在。本名は松井栄一。4歳の時に大火傷で顔の左半分を失う。6歳で両親を失い、孤児院に入るが、そこが竜牙会の末端組織だったことから暗殺者となった。
強力催眠と幻覚を武器とし、亜里沙を強力催眠にかけてブラックエンジェルを内部から壊滅させようと企むが失敗。心を無にした雪藤には催眠攻撃がまったく効かず、殺される。
悪魔憎涅巣（アマゾネス）
卑弥子の5人の部下。ビキニコスチュームの美人揃いだが、殺しの腕は川上小隊を全滅させたほど。なぜか初登場時は全員仮面を付けていた。
悪夜（あや）
コウモリを操って相手の血を吸わせる攻撃をする。水鵬の罠にかかり爆死。
黄泉（よみ）
間欠泉に潜む。雪藤の目を一時的に失明させたが、逆にそれが雪藤の能力を高め殺される。
刺魔（しま）
悪夜と姉妹のように育った。棘のある草葉を操り松田と麗羅を苦しめるが、自力で風を作った松田の反撃に遭い死ぬ。
妖火（ようか）
火炎攻撃を得意とする。黄泉との戦いで視力が回復していない雪藤を追い込むが、炎が自分の位置を教える結果となりあっさり死ぬ。
名前不明のメンバー
丸ノコをヨーヨーのように繰る。雪藤、松田、水鵬と戦い、自爆して果てる。
薬物兵士
水原お抱えの自衛隊員たちで、特殊な薬品の注射により、核爆弾の死守という極限の任務に対する忠誠心と、ブラックエンジェルの武器に対する耐久力や生命力を人体の限界まで発達させており、雪藤のスポーク攻撃でも中々死ななかったが、肉体が限界を超えると目を剥いたミイラのような容貌になり、頭部が灰と化し消滅した。リーダーは自分が消滅する寸前に松田を射殺している。

### 八凶星
神魔（しんま）
「神魔血流隊」を率いる青龍刀を持った隻眼・モヒカンの巨漢。
雪藤と牙のバイクによる連携攻撃で斬首され倒された。八凶星で最初に倒され、それが八凶星を二分した決戦のきっかけとなる。
神麗院（しんれいいん）
騎士のような甲冑を纏った人物。民間人に重労働を強い、西洋風の居城を作らせていた。失敗は死を以て償わせる冷酷な性格。
最期は飛鳥によりトランプで眼と耳を潰された後、帽子で斬首された。
神雷（じんらい）
サングラスをかけた太った禿頭の男で、アブドラ・ザ・ブッチャーを彷彿とする。神魔と同様に青龍刀を武器とする。
神麗院と手を組むが、神帝に倒される。
神竜（じんりゅう）
ハルク・ホーガンに似た姿の男で、メリケンサックを武器とする。
神麗院と手を組むが、牙によって鎧ごと胸を貫かれて倒される。
神鬼（じんき）
バーバリアン風の毛皮を纏った大男。
神帝と手を組むが、神霊の配下によって部下と共に倒された。
神帝（しんてい）
軍服を着た男。鞭と短剣を使い神雷を倒すが、その直後に神霊の配下によって倒された。
神王（しんのう）
戦国時代風の武者鎧を纏った男。
神帝と手を組むも鎧を脱ぎ捨てて人ごみに紛れ逃亡。最期は神霊の配下に発見され、神霊に始末された。
神霊（しんれい）
黒いローブに全身を覆い、マスクで顔を隠した謎の人物。どの勢力とも組まず、戦況を静観する。その正体は妖姫。

### 妖姫とその配下
妖姫（ようき）
テロリスト集団のリーダー。牙の宿敵で、彼の眉間に傷を付けた張本人。能面(女面)のような顔をした女で、肉親への愛情を一切持たない冷酷非情な性格である。
壊滅した関東では「神霊」と名乗り、自身の災いになる8枚の金貨をすべて集め、この世から密封することを目的に活動していた。関東壊滅後の新政府と裏で手を結んでおり、新政府の要職に就くことを条件に配下の殺し屋を雪藤たちに差し向ける。
最期は雪藤たちによって肉親を含む配下の殺し屋をすべて失い金貨も奪われ、追い討ちを掛ける様に新政府からも見限られて屋敷を放火された末、神霊士によって処刑された。
憎魔（ぞま）
妖姫の実の弟で、3兄弟の長男。下の2人の弟同様に生まれ持った特異体質のため、幼い頃より周囲からの迫害を受けていた。
スポンジ状の弾力を持った肉体で、打撃・刺撃の効果がない。また、逆に肉体を硬化させることもでき、両腕は義手である(右腕は剣、左腕はボウガンとして使用する)。
自身の特異体質を生かして雪藤を窮地に追い込むが、水の中に浮くことができない弱点を看破されて秘灸暗剣殺で倒された後、妖姫に見捨てられて処分された。
飢流夫（うるふ）
妖姫の実の弟で、3兄弟の次男。満月を見ると狼男の姿になる。
肉塊坊との連携攻撃で牙と飛鳥を窮地に追い込むが、牙によって腹を裂かれ死亡した。
肉塊坊（にくかいぼう）
妖姫の実の弟で、3兄弟の三男。生まれつき「顔」が存在せず、それを利用して他人の顔になりすまし不特定多数の人間を集団催眠にかけて操ることを特技とする。
最期はジュディを催眠で操りながら自身もジュディになりすまして雪藤と戦うが、胸の十字架が偽物であることを看破されて倒された後、雪藤たちの目の前で妖姫によって処分された。
卑瑠（ひる）
妖姫配下の刺客。河童のような姿をしており、血の池に潜み鋭い牙で噛み付き骸骨を操る攻撃を特技とする。飛鳥を窮地に追い込むが、頭部の皿が急所であることを看破され、そこにトランプを撃ち込まれて倒された。
閻魔球（えんまきゅう）
妖姫配下の刺客。巨大な棘付き鉄球の中に着ぐるみのごとく入り込み、転がりながらの体当たりと濃硫酸の放射で攻撃する。
地の利を生かした戦い方で雪藤と牙を徐々に追い詰めるが、鉄球の回転を見切った雪藤によって致命傷を受け、牙の三角蹴りによって止めを刺された。
108人の僧侶
妖姫配下の刺客。人間の煩悩の数と同じ人数の、武器を持った僧たち。戦いの中で、牙と飛鳥の胸に十字の傷をつける。

### 白い天使（ホワイトエンジェル）
神霊士（じん れいじ）
ホワイトエンジェルのリーダーで、新政府の内閣最高顧問を務める。冷酷で計算高く力のない人間を見下し、自分たちの超能力を神から与えられた力として国家支配を目論む。
他の8人のホワイトエンジェルと比べてもその力は圧倒的で、強力かつ多彩。サイコキネシス・パイロキネシス・物質転移・テレポーテーションなど数々の力を持つ。特に強力なのが相手の写し身の蝋人形を作り、その蝋人形に与えたダメージを相手にそのまま与える「念写ロウ呪殺」。
勇気を味方に取り込もうと彼の眠っていた邪心を目覚めさせるが、逆にその邪心に精神を支配され、軍門に降った。
当初は圧倒的な力で何度も雪藤たちを苦しめたが、力を増していったブラックエンジェルを相手に次第に追い込まれていく。勝つために自らを追い込んでさらなる強さを得たものの、最期は牙と雄の2人に倒された。
薔薇貴（ばらき）
ホワイトエンジェルのサブリーダー的存在で、サイコキネシスで薔薇を飛ばす「薔薇念動」の使い手。
勇気の邪心の影響を受けた後は名前を「薔薇鬼」に改め、薔薇に血を吸わせる「鬼念薔薇地獄」や巨大薔薇を操る「鬼念食人殺」でブラックエンジェルと戦うが、金貨の力を引き出した雪藤の前に敗れる。
魔導沙（まどうさ）
ホワイトエンジェル7人衆の一人。魔法陣を使って呼び出した霊魂を自在に操る力を持つ女。
松田と水鵬の霊魂を呼び出してブラックエンジェルを襲うものの、それが結果的に牙と飛鳥の力を大きく引き上げることになってしまい、霊士の怒りに触れ罰として視力を失う。
勇気の邪心の影響を受けた後は、髪の毛が蛇のように変化し自分の目を見た者や接吻を行った者を石化させるメドゥーサへ変貌するが、風剣の捨て身の攻撃によって彼と共に石像と化す。風剣とはかつて恋人同士だったが、邪悪となり身も心も変わり果てた彼女からかつて同じ時を過ごした面影は消え失せていた。
泥露（どろろ）
ホワイトエンジェル7人衆の一人。全身が泥のようになっている、ホワイトエンジェルの中でも特に人間離れした男。
伸縮・分離自在の体を使ってブラックエンジェルを襲うが、水鵬の力を得た飛鳥に倒される。
天冥（てんめい）
ホワイトエンジェル7人衆の一人。火炎を自在に操り、ブラックエンジェルを襲う。分身もできるようである。
自分の力に強い自信を持っているらしく、自分の攻撃が飛鳥に破られたことに動揺を隠せないでいた。再戦を挑むも、再度飛鳥によって自分の力が破られ、混乱している中で雪藤に倒される。
妖婆（ようば）
ホワイトエンジェル7人衆の一人。幻影を自在に操る老婆で、相手の過去を引き出して精神攻撃を行う「幻夢自悶殺」が得意技。泥露・天冥との合体技「三位一体夢幻像」で勇気の超能力を封じ込める。
その後も幻影を使い、ブラックエンジェルに襲いかかるものの、雪藤により倒された。
次元（じげん）
ホワイトエンジェル7人衆の一人。超能力で生み出した鏡で相手の攻撃を跳ね返す「念写反鏡殺」、鏡を通して異次元の世界に相手を閉じ込める「念写二次元鏡」の使い手。異次元に閉じ込められた人間は鏡ごと彼の思い通りになってしまう。
雪藤と飛鳥を窮地に追い込むが、飛鳥の命がけの技によって雪藤を解放され倒される。
知念（ちねん）
ホワイトエンジェル7人衆の一人。外見は小さな子供。「念写力」で相手に自分の考えを植え付け、操ることができる。
念写力で勇気を仲間に加えようとしたが、その行為が勇気を邪心のみの悪魔に変えてしまう(これは霊士にとっては策の内であったが、他のホワイトエンジェルたちは知らなかった)。
勇気の邪心の影響を受けた後は雨水を吸収し巨大化する能力を身に付ける(上限は体重10tまで)。その力で牙を襲うが、松田の力を得た牙によって倒された。
童夢（どうむ）
ホワイトエンジェル7人衆の一人。
勇気の邪心の影響を受けた後はブラックホールを操る力を使い、牙と松田の霊魂を切り離してそれぞれを閉じ込めるものの、運命の助太刀により再び解放されてしまう。その後、牙の情を誘い、相手に浴びせた血液を急速に凝固させる「終血凝堅牢」で反撃するものの、自身のブラックエンジェルの力を引き出した牙によって返り討ちにされた。

### 新政府
勇気（ゆうき）
本作最後にして最大の敵。元々は正義感の強い両親に育てられた気の弱い少年であり、祖父から貰ったオカリナを吹くことが唯一の楽しみだった。新政府に両親を殺害され、ホワイトエンジェルに監禁されていた所を雪藤たちに保護された。全盛期の老師に匹敵するとされる超能力の持ち主であり、救出されて以降はブラックエンジェルに協力していた。
しかしホワイトエンジェルに拉致され、「三位一体夢幻像」によって超能力を封じられる。その後、知念の「念写力」で超能力を再び引き出した際に、超能力と共に潜在意識として存在した邪心をも表層化させてしまい、邪悪によって支配された悪魔そのものに変貌してしまう(それが元々の神霊士の策略だった)。
変貌し邪心のみの悪魔となってしまってからは「絶対的な力を持つ自分こそがこの国の支配者にふさわしい」と考えるようになり、自分を日本の首領にするという条件でホワイトエンジェルに味方し日本を支配し始めた。
その超能力は文字通り桁外れの物でさらに全能とも言うべきで、特に豹変後はサイコキネシスや電撃は勿論、嵐を呼んだり、亜空間に引きずり込んだり、時間を逆行させたりなども平気でやってのける。また、彼の邪心の影響を受けた者は自身の持つ超能力を強化されたり新たな力を得る反面、顔付きや喋り方が勇気に近づいてしまい、最終的に勇気の忠実な下僕となってしまう。
第三部では成長した姿で登場。念波だけで相手を殺したりイメージした物を実体化するなど人智を超えた怪物となり、わずか3年で恐怖政治による管理体制の社会体系を90%まで完成に近づけるなど、悪魔的な覇業を成して雪藤の前に立ちはだかり、やがて最終決戦を迎えることとなる。
最後の戦いの地としてゴルゴタの丘を再現し、ブラックエンジェルズと対決するが、すべての十字架(ブラックエンジェルズの宿命)を引き受けて人間ではない本物の「黒い天使」と化した雪藤には超能力は通じず、恐れをなして亜空間に逃げ込む。しかし、死んでいったブラックエンジェルズたちと追いかけてきた雪藤に追い詰められ、雪藤を剣で刺すもそれすらまったく効果が無く、そのままスポークで頭を貫かれて絶命した。
幽姫（ゆうひめ）
運命の元妻で、幽魔たちの母親。ホワイトエンジェルより遥かに絆の強いブラックエンジェルに対抗して、勇気が送り込んだ一家の女主。幽鬼・幽岩以上の巨躯で息子たちからは「ビッグ・ママ」と呼ばれている。
体内の血は毒。そのために急所がマヒしており急所を攻撃するだけでは死なない(息子3人も同様)。また、自分の血と息子たちの血は混ざることで毒性と燃焼性を増す。
雪藤の呼んだ雷に打たれて戦闘不能に陥るも、最後は息子を殺された怒りと悲しみだけで戦っていた事から雪藤に、冷徹な暗殺者ではない「ただの親」と見做され、見逃される。しかし直後に勇気によって処刑された。
幽魔（ゆうま）
幽姫一家の末っ子。家族の絆は強いが、殺し屋としての冷酷さは霊士の火炎攻撃を無力化するほど。右腕は義手。幽姫一家の中で唯一生き残り、父親・運命とも和解する素振りを見せるも、それも虚しく父共々勇気に殺された。
幽鬼（ゆうき）・幽岩（ゆうがん）
幽姫の息子で、幽魔の兄たち。２ｍ超と思しき巨躯で筋肉質の体である。
雪藤によって互いの血がついたスポークを心臓に刺され、血が混じり燃焼力が増した事で心臓を焼かれて死亡する。

### その他
露口正義（つゆぐち まさよし）
かねてより、各地に出没する「現代の必殺仕置人」を追っていた毎潮新聞の記者。竜牙会幹部・佐々木の企みによって両親を殺され、その際に件の「仕置人」がブラックエンジェルという名で、組織と敵対する存在であることを知る。
竜牙会の悪事を世間に公表するため、悪徳金融業者の記事を盛んに書きたてることによってブラックエンジェルとの接触に成功するが、雪藤から竜牙会との戦いには一般人の入り込む余地はないことを(脅し含みに)忠告され、物語の舞台から退場する。
金剛（こんごう）
牙と飛鳥の同僚の刑事。怪力の大男で、プロレス技を得意とする。
牙と飛鳥を逃がすために自ら盾となり、裏切った武蔵と相打ちになる。
武蔵（むさし）
牙と飛鳥の同僚の刑事。着物を纏い、日本刀を持った剣術の使い手。
牙たちを裏切り新政府側につくが、金剛と相打ちになる。
老師（ろうし）
ホワイトエンジェルのメンバー全員の師である超能力者であり、霊士の前に内閣の相談役として国政に携わってきた。
日陰の者としての立場を嫌った霊士たちが反乱を起こした後は新政府国会議事堂の地下に幽閉されており、後に悪魔と化した勇気の拷問により殺される。勇気の祖父の双子の兄であり、若い頃の力は勇気に匹敵するほど強大であったらしい。
勇気の祖父
老師の双子の弟。超能力を持つが、ホワイトエンジェルたちはその存在を知らなかった。ブラックエンジェルの頼もしい味方となるが、彼らをかばうようにして殺される。
風魔（ふうま）
ホワイトエンジェルのメンバーだが、霊士が老師に対し反旗を翻した際に双子の弟・風剣とともに組織を抜ける。
自分の体を回転させ風を操る力を持ち、風剣と共に力を使うことで相手の周りに真空の壁を作れる。
霊士を倒して老師を救うためにブラックエンジェルの下に駆けつけるものの、霊士には力及ばず死亡。
風剣（ふうけん）
風魔の双子の弟。老師が自分の弟子の中で、兄・風魔と共に最も信頼していた能力者。
兄と共に霊士に挑むも力及ばず、辛くもその場を脱出した後、ジュディと共にかつての恋人・魔導沙と遭遇してしまう。自らとの思い出まで利用し、自分を殺そうとする変わり果てた彼女を相打ちで倒し、ジュディを救った。
運命（うんめい）
自称「人の運命を知る男」。ピアノを得意とする。
幽姫の元夫で、幽鬼・幽岩・幽魔の父親。彼らの毒血を打ち消すことができる。雪藤たちに勇気を倒す可能性を見出し、彼らを助ける。3年後、ブラックエンジェルズの前に再び現れ、自身の正体を明かして加勢する。幽姫一家との戦いの後、唯一生き残った息子・幽魔と和解しかけたものの、幽魔と自分の死の運命を見てしまい、勇気と霊士に殺される。

## 用語
黒い天使（ブラックエンジェル）
作中では「ブラックエンジェル」、または「黒い天使」と呼称される。鷹沢がM計画に反対し、竜牙会を脱退した後に作り上げた集団。
「様々な宿命により殺人者という汚名を背負いながら、後述の“死の掟”にのっとり、法で裁けない悪を倒していく者」を指す。自らの行為は決して正義ではないと自覚しており、主人公の雪藤も「俺たちのやることは正義でもなければ天誅でもない、ただの人殺し」「俺たちもいずれ滅びる運命にある」と言い切っている。金銭的授与はない。
ブラックエンジェルの胸に刻まれた十字の傷は悪に反応して血を流し、断罪すべき存在を教える役割がある。これにより、ブラックエンジェルは他者に左右されることなく、悪を見誤ることもなく、純粋に悪のみを殺す者として存在しうるのである。“死の掟”には目撃者の抹殺を促す条文もあるが、作中では最後まで罪無き目撃者を手に掛ける事は無かった(とある女性に雪藤の殺しを目撃されるが、雪藤が口封じを躊躇っているうちに別の人間に殺された)。
当初は、鷹沢の下で暗殺者として活動する者を指していたが、作品中盤からは「悪と戦い、かつ胸に十字架の形をした傷または十字の傷を持つ者」と定義が変わる。
ブラックエンジェルの証
ブラックエンジェルの証は先述した通り、「悪と戦い、かつ胸に十字架の形をした傷または十字の傷を持っている」こと。胸に傷がつく経緯は様々である。
主人公の雪藤は、落雷が両親の形見の十字架のペンダントに落ち、その熱で十字の火傷を負った。ジュディも同様に、落雷によって十字架の痕が付く。その他のメンバーも、戦いによって十字の傷が刻み込まれていく。
最初は雪藤のみ、胸の傷跡から血が流れ落ちるという程度であったが、危険を予知して傷跡がうずく、毒を体外に出す、雷を呼ぶといった奇蹟を見せる。他のメンバーも同様の奇蹟を起こし、それらは物語後半のホワイトエンジェルとの戦いにおいて、敵の圧倒的な攻撃に立ち向かう力を発揮する結果になっていった。
最終決戦にて、生き残ったブラックエンジェルであるジュディ、牙、紅林兄妹の十字架はすべて雪藤に吸収された。ただし、この時点で死亡したと思われていた松田のものは吸収されず、後年『マーダーライセンス牙＆ブラックエンジェルズ』で帰還した松田の胸には変わらず十字架が存在する。
死の掟
ブラックエンジェルの行動原理となる文律。登場順に列記する。
一、目撃者は死してふたたび語らず
一、悪しき魂への制裁　これ死の裁断あるのみ
一、一度黒い血にまみれし者は二度とふたたびそれをぬぐいさることかなわじ
一、死の掟に例外なし　たとえそれが自らの羽を傷つけることになろうとも　ひとたび抜きし裁断の剣はふりおろすべきものなり　死の掟とは“黒き天使”存在の源なり
竜牙会
組織の全容の詳細な描写はされていないが、作中の説明や台詞から「本部」「支部」「暗殺組織」の存在が明らかとなっている。また、支部の中には孤児院も含まれており、組織の殺し屋について「組織の息がかかった孤児院に引き取られた」という説明が度々なされている。
人員構成は典型的なピラミッド構造となっており、発足メンバーをトップ(世代交代後は切人がトップ)とし、以下に幹部・地方の幹部・構成員が存在する。殺し屋は暗殺組織に属するが、酔鬼・斬血鬼・妖鬼のような「本部直轄の殺し屋」もおり、竜牙会内部における暗殺組織の立場は不明である。
また暗殺組織以外にも幹部が金で私兵として雇っている殺し屋もいる。
構成員は政財界はもとより、自衛隊、マスメディア、警察、高校と幅広い分野に存在している。
内部で権力争いが起こることも度々あり、「昇進」を口にする者も多い。
発足は鷹沢いわく「高度経済成長に突入した頃」。財閥の息子、政府の高級官僚、社会評論家、自衛隊幹部などから成る8人が発足した。当時のメンバーは全員30歳前後で、「自由と平等を主義とし、大国に頼らない独立した国家」を作ることを理想としていた(鷹沢いわく「理想に酔っていた」)。
「高度成長を続けることは、将来、過密と過疎を生み、全国的に公害問題が起こり退廃した世の中になる」と力説するが、目先の利益に酔い高度経済成長のレールをひた走る大衆からは黙殺され、自分たちの無力さ、理想と現実のギャップに苦悩する中で「大衆はブタのように与えられたエサをただ食らうだけの無能な集団であり、自分たちが主導権を握り、ムチを打っていかないと国家が滅びる」と考えるようになっていった。
暗殺組織
竜牙会が持つ暗殺組織で、多数の殺し屋が所属するが、どの時点で発足したかの記述はない。
竜牙会に敵対する者、及び裏切り者の始末を主な役目とする。目的のためには手段を選ばない非情さや冷酷さを持っており、一般市民を巻き添えにすることもある。ただし大部分の殺し屋にとって殺人はあくまでも「組織に命じられた仕事」であり、蛇皇院を除くと任務と無関係の殺しは少ない。
幼少の頃に何らかの形で組織に属することとなり(概ね引き取られた孤児院が竜牙会の末端だった)、殺し屋となるべく地獄のような訓練を積まされるため、身体能力は非常に高い。基本的に一人一技を習得する方針で、ナイフ使いの殺し屋であればナイフ投げのみを習得させられる。
なお殺し屋は子供の頃から全員黒の道着を着用しており、教官も同じ服装である。また暗殺組織外で雇われている殺し屋は黒の道着は着用していない。
殺し屋の組織内での地位は高く末端幹部は敬語で接しているが、反発も強くブラックエンジェルズと共に殺そうとしたり、留守の最中に陰口をたたく事がある。
M計画
竜牙会幹部が理想国家を作る究極の方法として考案した計画。Mとは「Mortality(死ぬべき運命)」の略である。
富士山の地下で核爆発を起こすことで東京に大地震を引き起こし、その混乱に乗じて竜牙会の反対勢力を粛清、首都を廃して遷都することで自分たちの理想の都を作るというもの。この計画に反対した鷹沢は会を離脱し、計画阻止のためブラックエンジェルを組織した。
M計画提唱から10数年後、計画は成功する段階まで来ているにもかかわらず、未だに実行されないことに業を煮やした発足メンバーの6人の子供がニューリーダー「切人」の命の下、無能な親に代わり自分たちの手でM計画を実行し理想の国家を作ろうと企み、ブラックエンジェルとの抗争を繰り広げる。
後に、切人の意外な正体とM計画の本当の目的が明らかとなる。
最終的に核爆弾は雪藤と松田によって停止させられるも、切人(鷹沢)の受けた神の啓示通り自然に発生した大地震によって東京どころか関東全体が崩壊する事になる。
八凶星
本物の切人の予言通りに壊滅した関東に出現し、各エリアを治め覇権争いをする者。全員が1枚ずつ「金貨」を所有し、関東破滅地帯を恐怖と暴力で支配している。最後は神霊(妖姫)の策略によって全勢力がぶつかり合う一大決戦を起こし、三日三晩の戦いの末に殆どの兵士が死亡。生き残った兵士と八凶星たちも妖姫の勢力や牙一行、雪藤にあっけなく全滅させられた。
白い天使（ホワイトエンジェル）
超能力者の集団。元々は明治時代から代々時の権力者の相談役として仕え、国家を左右する重要な決定を未来感知能力を用いて総理大臣に進言してきた影の存在だったが、長を務める老師の弟子の一部が日陰の存在に終わることを嫌がり、権力を手中に収めようと独立してホワイトエンジェルを組織した。
『マーダーライセンス牙＆ブラックエンジェルズ』では、海外にもホワイトエンジェルの仲間が存在したことが明らかになっている。
新政府
勇気を頂点として、3年間も日本を支配していた。国民背番号制を導入しており、国民の情報はすべてコンピュータにインプットされている。逆らう者は処刑される恐怖政治が、90%以上完成されている。

## 実写版 オリジナルビデオ
2010年12月7日に2011年1月の完成を目指して撮影中であることが報じられ、完成後には2011年4月27日のDVDリリースが決定。これを記念し、平松伸二が前日談に当たる新作漫画を描き下ろし、公式サイトに限定公開した。ただし、一部の過激な描写には修正が施されており、完全版は「実写版プロローグ特別編」として同年5月13日に日本文芸社から発売されたコンビニエンスストア限定単行本『ブラック・エンジェルズ スペシャル 黒き罠編』へ収録された。なお、この新作漫画版に松田は登場しているが、実写版第1作には登場しない。

### 第1作『ブラック・エンジェルズ』
原作の第1部初期をモチーフにした内容となっており、法で裁けない外道を暗殺していく雪藤の暗躍が描かれる。DVD1枚、約80分、16：9レターボックス。主演は落合モトキ（雪藤洋士役）。
キャスト
- 雪藤洋士 - 落合モトキ
- 麗羅[注釈 9] - 矢島舞美（℃-ute）
- 堺善三 - 佐藤二朗
- 本多章一
- 米村亮太朗
- 大石継太
- 桐島里菜
- 優希
- 市道真央
- 中川美樹
- 榊英雄
- 森本のぶ

スタッフ
- 原作 - 平松伸二
- 監督 - 内田英治
- 脚本 - 勝冶京子
- 企画 - 林裕之
- プロデューサー - 柴田一成、川村英己、楠智晴
- ラインプロデューサー - 田口梓
- 撮影 - 神戸千木
- アクション監督 - 川澄朋章
- 録音 - 甲斐田哲也
- 照明 - 高田紹平
- 助監督 - 小美野昌史
- 衣装 - 深野明美
- ヘアメイク - 堀川なつみ
- 美術 - 木村文洋
- キャスティング - 松本拓也
- 制作 - アークエンタテインメント
- 製作 - ジェネオン・ユニバーサル・エンターテイメント

主題歌
- 「LosT AngeL」Gacharic Spin

### 第2作『ブラック・エンジェルズ2 黒き覚醒篇』
2012年7月4日リリース。本作から松田が登場するが、雪藤役は近江陽一郎へ変更された。物語は松田と麗羅を中心に描かれる。主演は山田悠介（松田鏡二役）。
キャスト
- 松田鏡二[注釈 10] - 山田悠介
- 麗羅 - 矢島舞美（℃-ute）
- 雪藤洋士 - 近江陽一郎
- 阿久津愼太郎
- 金沢きくこ
- 磯貝奈美
- 伊方源蔵 - 永倉大輔
- 稲葉 - 友常勇気
- 不動王 - 宮本正明
- 横代高志 - 石崎チャベ太郎
- 邪鬼 - 小國彰裕
- ホリケン。
- 美浜市長 - 池田政典

スタッフ
- 原作 - 平松伸二
- 監督 - 小美野昌史
- 脚本 - 平谷悦郎
- 撮影 - 及川厚
- アクション監督 - 川澄朋章
- 録音 - 甲斐田哲也
- 照明 - 高田紹平
- 助監督 - 小美野昌史
- 衣裳 - 深野明美
- ヘアメイク - 堀川なつみ
- 美術 - 木村文洋
- キャスティング - 松本拓也
- 制作 - アークエンタテインメント
- 製作 - ジェネオン・ユニバーサル・エンターテイメント

主題歌
- 「ブラックサバイバル」Gacharic Spin（JUICY GIRLS RECORDS）

### 第3作『ブラック・エンジェルズ3 黒き死闘篇』
2012年8月3日リリース。物語は第2作の続編ではなく、雪藤とジュディを中心に第2作を補完する形で描かれる。そのため、キャストやスタッフも第2作とほぼ同じである。主演は近江陽一郎（雪藤洋士役）。
第3作のみのキャスト
- ジュディ[注釈 11] - にわみきほ
- 沙織 - 桜のどか

主題歌
- 「モノクロイド」Gacharic Spin（JUICY GIRLS RECORDS）

### DVDリリース
全3作。発売元はジェネオン・ユニバーサル・エンターテイメント。
| タイトル                           | ジャケットコピー                       | 発売日        |
| ---------------------------------- | -------------------------------------- | ------------- |
| ブラック・エンジェルズ             | 悪党ども、地獄へおちろ！               | 2011年4月27日 |
| ブラック・エンジェルズ2 黒き覚醒篇 | ムカつく外道は、この俺様がぶん殴る！！ | 2012年7月4日  |
| ブラック・エンジェルズ3 黒き死闘篇 | 腐れ野郎ども、覚悟しなッ！！           | 2012年8月3日  |